# Miches (ort)
Miches är en ort i Dominikanska republiken. Den ligger i provinsen El Seibo, i den östra delen av landet, 110 km nordost om huvudstaden Santo Domingo. Miches ligger 6 meter över havet och antalet invånare är 9 273.
Terrängen runt Miches är platt åt nordost, men åt sydväst är den kuperad. Havet är nära Miches norrut. Runt Miches är det ganska glesbefolkat, med 43 invånare per kvadratkilometer. Miches är det största samhället i trakten. Omgivningarna runt Miches är en mosaik av jordbruksmark och naturlig växtlighet.